# Stephen Hamill
Stephen Hamill (* 26. Dezember 1978 in Belfast, Nordirland, Vereinigtes Königreich) ist ein ehemaliger nordirischer Eishockeyspieler, der seine gesamte Karriere auf der irischen Insel verbrachte. International spielt er für die irische Eishockeynationalmannschaft.

## Karriere
Stephen Hamill, der im nordirischen Belfast geboren wurde, begann seine Karriere bei den Castlereagh Knights, für die er 1996/97 in der Northern Premier League der British National League spielte. Später spielte er für eine Mannschaft aus Dundonald, für die zweite Mannschaft der Belfast Giants, den Flyers Ice Hockey Club aus Dublin und die Belfast City Bruins. Für die Flyers und die Bruins spielte er dabei in der Irish Ice Hockey League. Nach der Spielzeit 2012/13, die er erneut in der zweiten Vertretung der Giants auf dem Eis stand, deren Trainer er in dieser Spielzeit auch war, beendete er seine Karriere.

### International
Der britische Staatsbürger Hamill spielte mit der irischen Nationalmannschaft bei den Weltmeisterschaften der Division II 2008 und 2011 sowie bei den Welttitelkämpfen der Division III 2004, 2005, 2006, 2007, 2010, 2012 und 2013.

## Erfolge und Auszeichnungen
- 2007 Aufstieg in die Division II bei der Weltmeisterschaft der Division III
- 2010 Aufstieg in die Division II bei der Weltmeisterschaft der Division III, Gruppe A